# 7092 Cadmus
7092 Cadmus este o planetă minoră (asteroid), cu un diametru de 6,319 km, din Asteroid Apollo. A fost descoperită pe 4 iunie 1992 la Observatorul Palomar de Carolyn S. Shoemaker și a fost numită după Cadmos. 
Obiectul prezintă o orbită caracterizată de o semiaxă mare de 2,5352713 UAi, o excentricitate de 0,7019, o înclinație de 10,051 ° în raport cu ecliptica.